# 東鄉站 (日本)

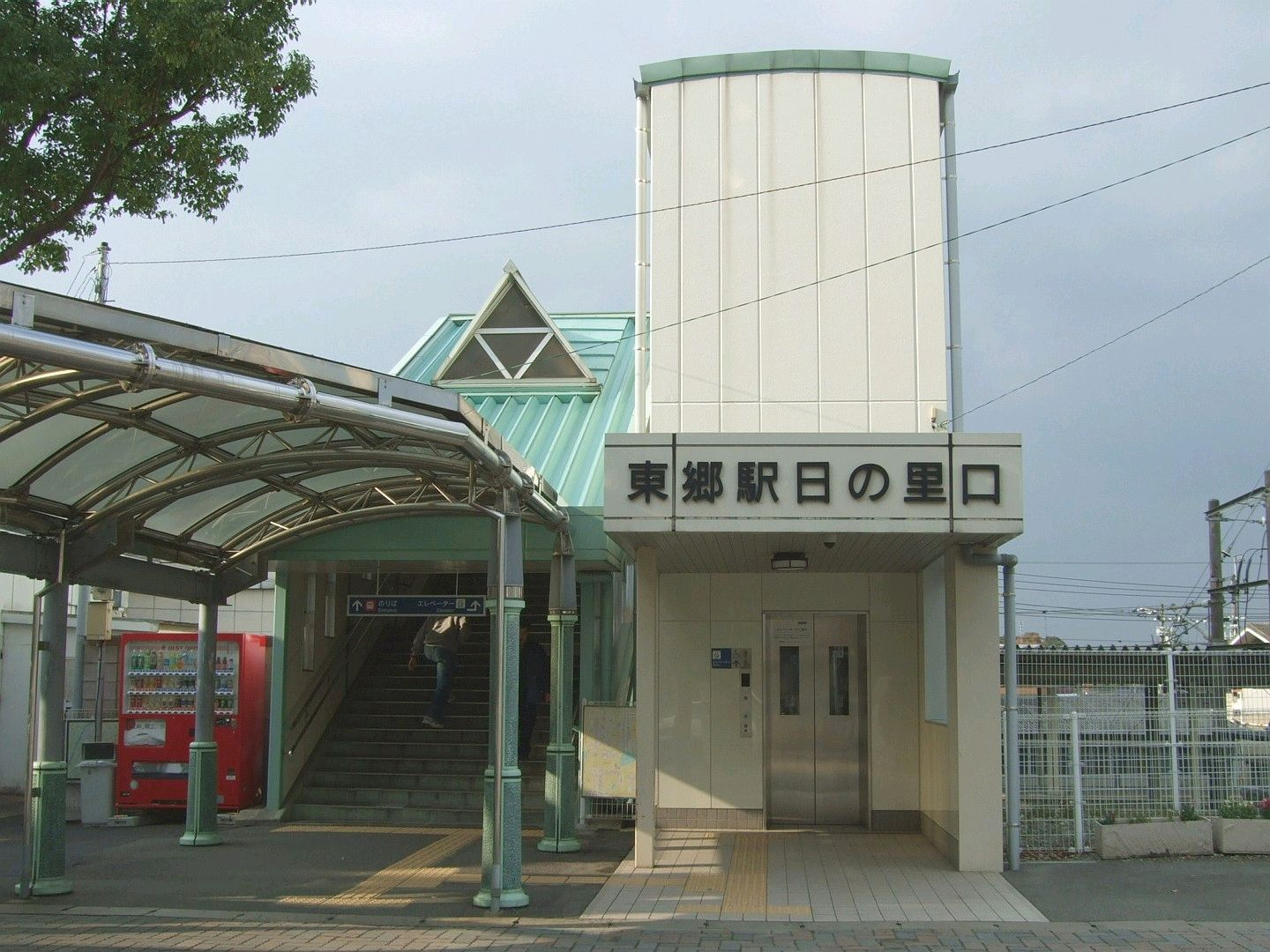
日之里出口（南邊）

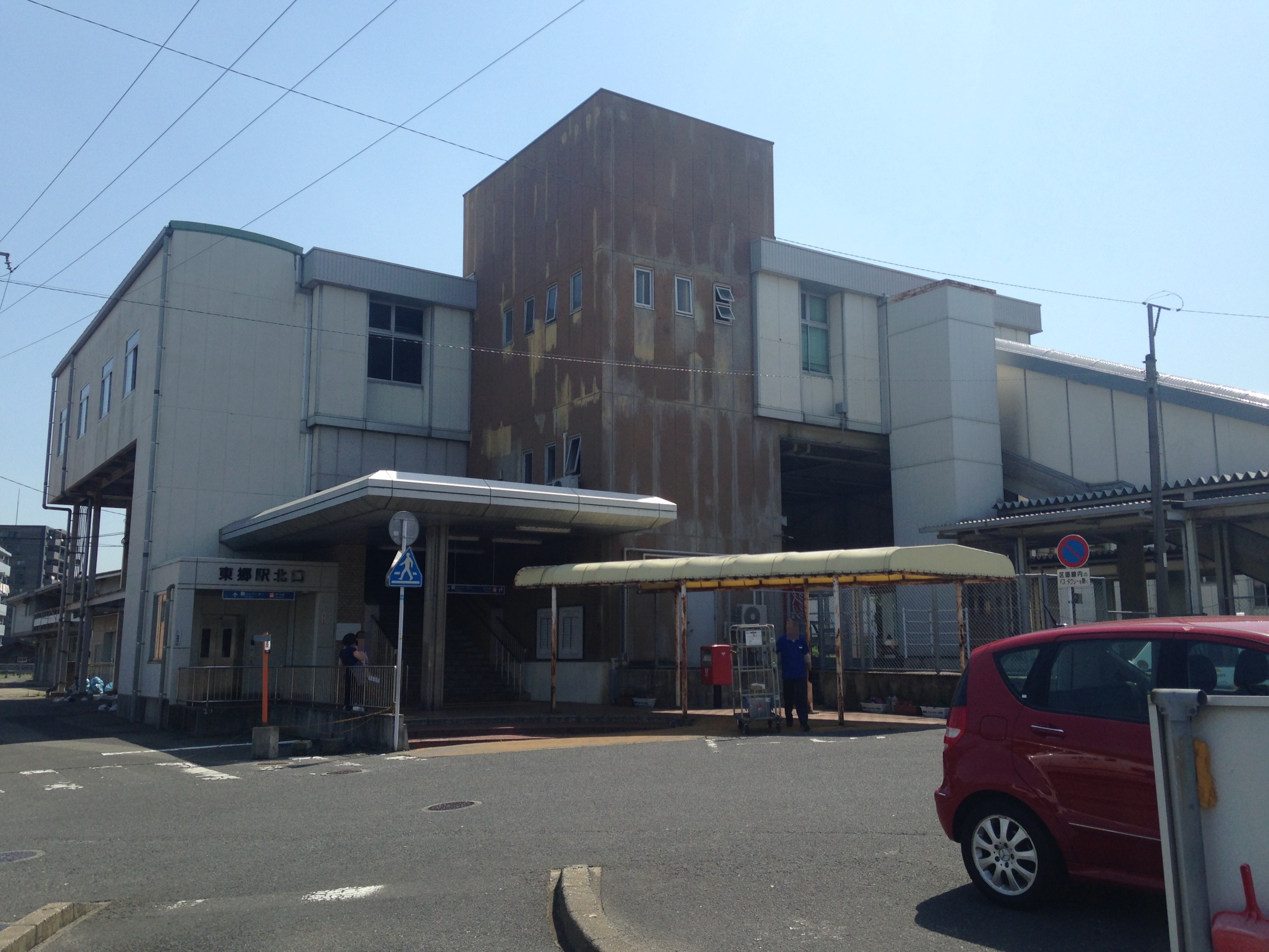
宗像大社出口（舊：東鄉站前）於2015年當時的舊車站大樓

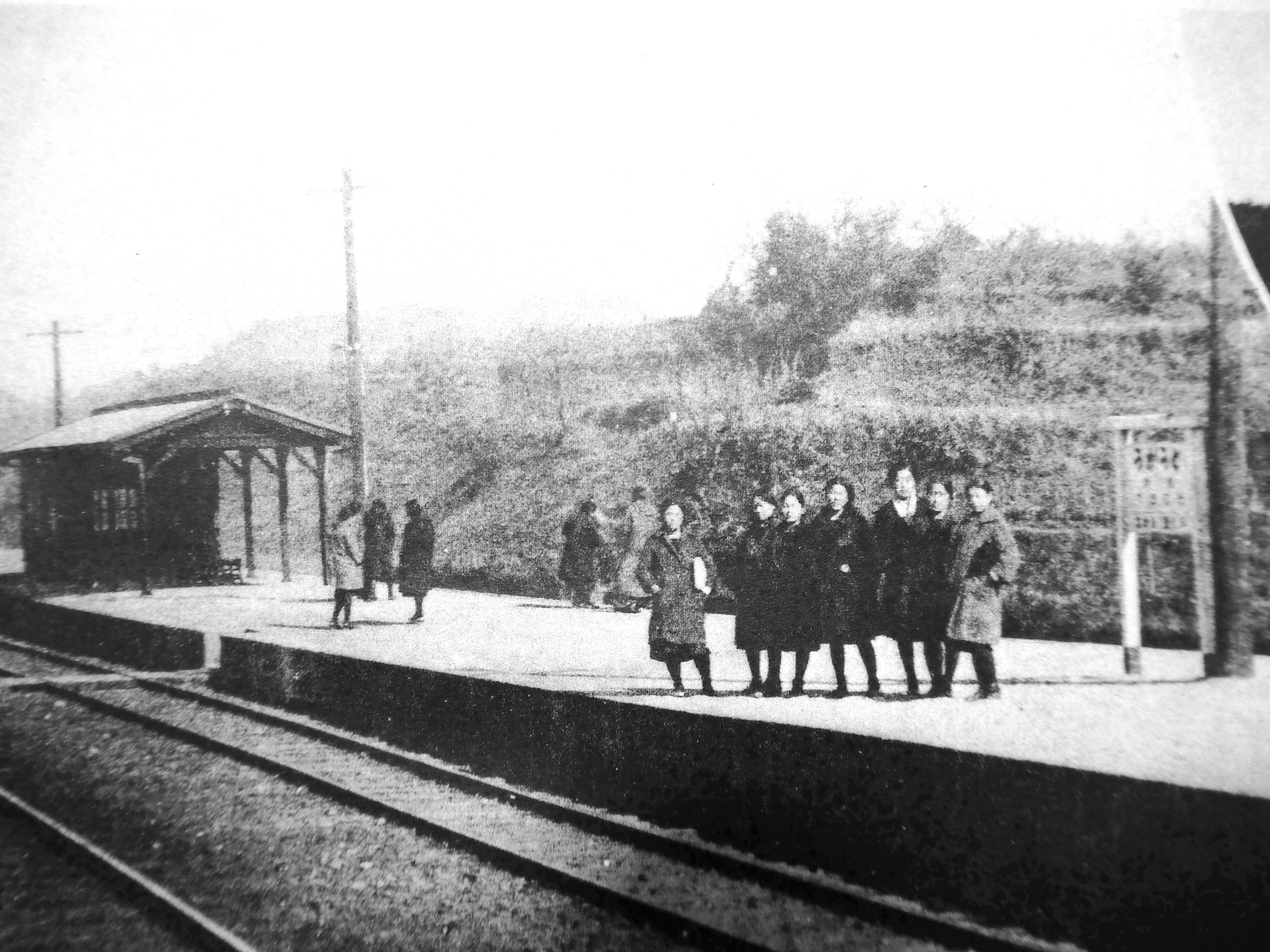
在1934年拍攝的東鄉站。2號月台上有一班福岡縣立宗像中學·高等學校學生正在等待蒸氣機車。當時車站還未建設跨站式站房。在女學生後方小山現時為日之里團地。

東鄉站（日语：／ Tōgō eki */?）是位於福岡縣宗像市田熊四丁目，九州旅客鐵道（JR九州）的鹿兒島本線車站。車站編號為JA13。

## 歷史
- 1913年4月1日：鐵道院福間站至赤間站之間開設此站[3][1]。
- 1931年12月1日：博多站至赤間站之間成為雙線鐵路[4]。
- 1961年6月1日：門司港站至久留米站之間電氣化[4]。
- 1979年11月1日：車站全面重建，跨站式站房落成[4][5]。
- 1987年4月1日：隨國鐵分割民營化，車站由九州旅客鐵道（JR九州）營運。
- 2009年3月1日：可以使用IC卡「SUGOCA」[6]。
- 2017年：隨著宗像大社成為世界遺產，站前廣場和站房大幅度翻新。車站大樓翻新為近代風格。車站設置了升降機，北出口改名為宗像大社出口。

## 車站構造
車站是一座設有跨站式站房的地面車站，設有2面2線的單式月台。2號月台已經撤走並不再設有該月台。
此站是由JR九州鐵道營業管理的業務委託車站，設有綠色窗口和自動閘機。車站可以使用「SUGOCA」IC卡，同時設有FamilyMart。

### 月台
| 月台 | 路線       | 上下行 | 方向             |
| ---- | ---------- | ------ | ---------------- |
| 1    | 鹿兒島本線 | 上行   | 小倉、下關方向   |
| 3    | 鹿兒島本線 | 下行   | 博多、久留米方向 |

## 使用狀況
在2018年（平成30年）度，1日平均乘車人次為5,276人。
| 年度               | 1日平均 上下車人次 | 1日平均 乘車人次 | 定期票以外的 上下車人次 | 定期票 上下車人次 |
| ------------------ | ------------------ | ---------------- | ----------------------- | ----------------- |
| 2009年（平成21年） | 10,473             | 14,098           | 7,748                   | -                 |
| 2010年（平成22年） | 10,399             | 7,733            | 2,666                   | -                 |
| 2011年（平成23年） | 10,448             | 7,716            | 2,732                   | -                 |
| 2012年（平成24年） | 10,335             | 7,574            | 2,761                   | -                 |
| 2013年（平成25年） | 10,481             | 7,774            | 2,707                   | -                 |
| 2014年（平成26年） | 10,041             | 7,342            | 2,699                   | -                 |
| 2015年（平成27年） | 10,253             | 7,525            | 2,728                   | -                 |
| 2016年（平成28年） | 10,340             | 7,629            | 2,711                   | 5,158             |
| 2017年（平成29年） |                    |                  |                         | 5,302             |
| 2018年（平成30年） |                    |                  |                         | 5,276             |

## 車站周邊
車站位於宗像市西邊位置。此站最接近宗像市政廳，距離車站約1.5公里。宗像大社出口一邊設有住宅區。車站和車站南邊國道3號之間設有住宅·都市整備公團（現時為都市再生機構）開發的日之里團地，該周邊設有多個住宅區。
- 宗像市政廳
- 福岡縣宗像警署（日语：宗像警察署）
- 宗像地區消防本部
- 宗像簡易裁判所
- 宗像保健所
- 宗像東郵郵局
- 宗像Yurix（日语：宗像ユリックス）
- Meitomu宗像
- 宗像醫師會醫院
- 宗像大社
- 鎮國寺
- 福岡銀行宗像支店
- 福岡縣立宗像中學·高等學校（日语：福岡県立宗像中学校・高等学校）
- 中央中學
- 日之里中學（日语：日の里中学校）
- 日之里東小學
- 日之里西小學
- 東鄉小學

## 巴士路線
（路線資料截至2015年3月21日）
宗像大社出口一方設有「東鄉站前」巴士站，日之里出口一方設有「東鄉站日之里出口」巴士站。均由西鐵巴士宗像和宗像西鐵的士營運。
- 東鄉站前 - 宗像大社、道之驛宗像、鐘崎、赤間營業所方向
- 東鄉站日之里出口 - 日之里團地、宗像大社、道之驛宗像、天神方向

另外，在車站北邊於縣道上設有西鐵巴士26A系統（天神～都市高速～古賀～赤間營業所）運行，從車站步行5分鐘可到達東鄉站西出口、東鄉站東出口巴士站。

## 未建成路線
- 宗像輕便鐵道

1918年（大正7年），曾經設有興建輕便鐵道計劃，途經田島村、勝浦村、津屋崎町前往福間站。

## 相鄰車站
九州旅客鐵道
- 部分特急「音速」「閃耀」停車站

鹿兒島本線
■快速
赤間（JA14）－東鄉（JA13）－福間（JA11）
■區間快速
赤間（JA14）－東鄉（JA13）－（部分東福間（JA12））－福間（JA11）
■■普通
赤間（JA14）－東鄉（JA13）－東福間（JA12）

## 外部連結
- 東鄉（車站資訊） - 九州旅客鐵道